# 레전드 오브 시커

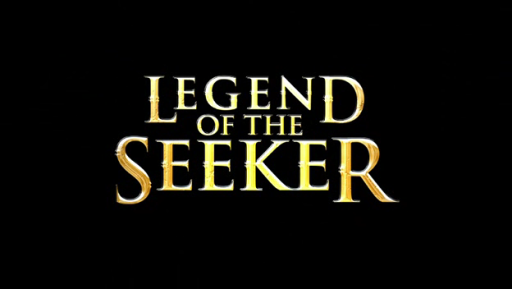

레전드 오브 시커(Legend of the Seeker)는 2008년 11월 1일부터 2010년 5월 22일까지 방영된 드라마이다.

## 캐스트
- 크레이그 호너 - 리처드 사이퍼(Richard Cypher)
- 브리짓 리건 - 케일런 암넬(Kahlan Amnell)
- 브루스 스펜스 - 제디커스 줄 조렌더(Zeddicus Zu'l Zorander)
- 태브렛 베설 - 카라 메이슨(Cara Mason)
- 크레이그 파커 - 다큰 랄(Darken Rahl)